# Đại công quốc Frankfurt
Đại công quốc Frankfurt (tiếng Đức: Großherzogtum Frankfurt; tiếng Pháp: Grand-duché de Francfort) là một quốc gia vệ tinh ở Đức do Napoléon Bonaparte sáng lập ra vào năm 1810, thông qua sự kết hợp của các lãnh thổ cũ của Tổng giáo phận Mainz cùng với Thành bang tự do Frankfurt. Lãnh thổ này được Napoleon trao cho Thân vương xứ Dalberg, Giáo trưởng của Công giáo La Mã Đức, và ông này chỉ định Eugène de Beauharnais, con riêng của Hoàng hậu Pháp Joséphine de Beauharnais làm người thừa kế. Đại công quốc là một thành viên của Liên bang Rhein, đồng minh của Đệ Nhất Đế chế Pháp.